# Callyspongia spinifera
Callyspongia spinifera är en svampdjursart som först beskrevs av Carter 1887.  Callyspongia spinifera ingår i släktet Callyspongia och familjen Callyspongiidae. Inga underarter finns listade i Catalogue of Life.